# Rudolf Schüssler (Mathematiker)

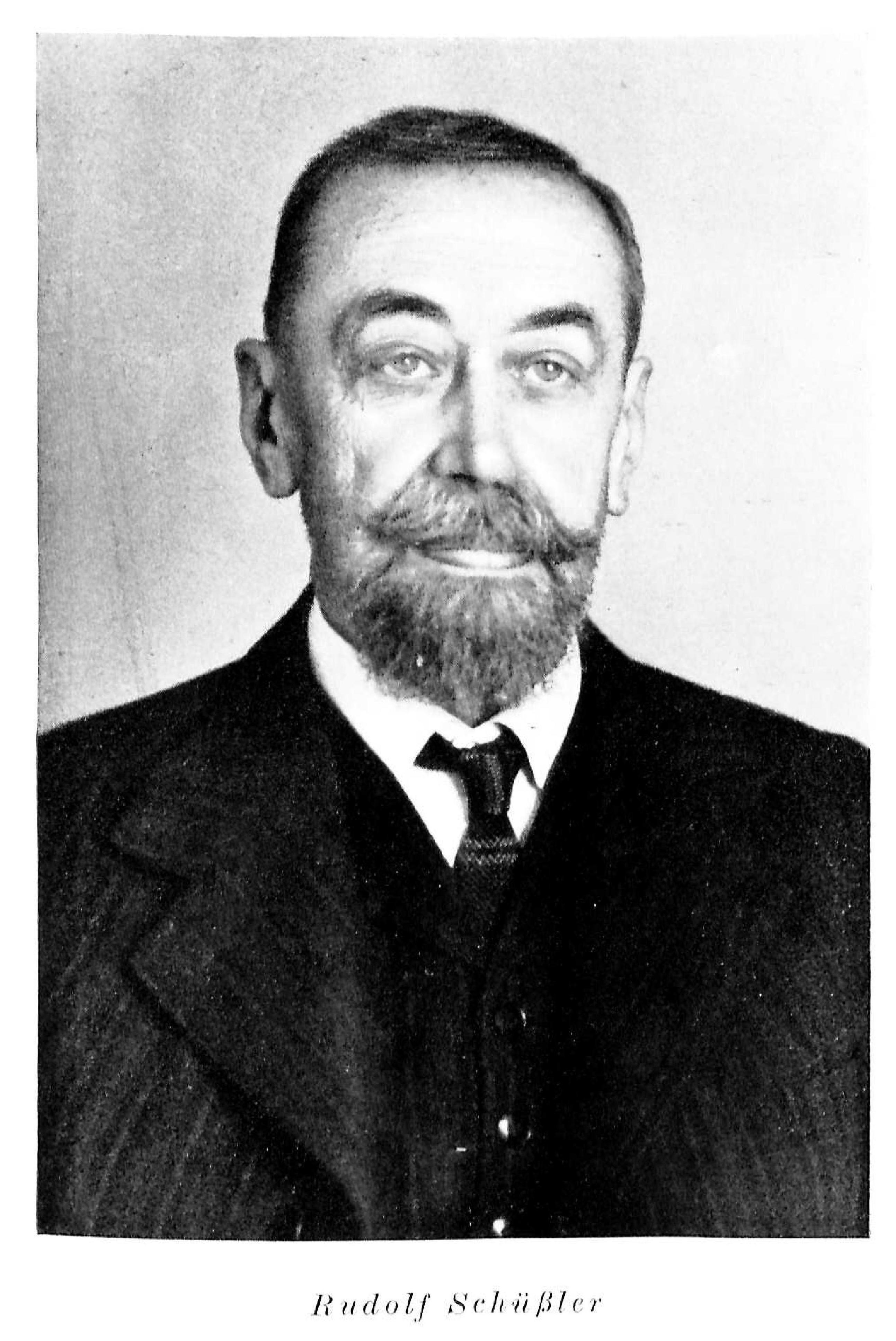
Portrait von Rudolf Schüssler

Rudolf Schüssler, auch Rudolf Schüßler (* 5. April 1865 in Wien; † 15. Januar 1942 ebenda) war ein österreichischer Mathematiker.

## Leben
Rudolf Schüssler studierte nach der Matura am Mariahilfer Communal-Real- und Obergymnasium an der Universität Wien ab 1882 Mathematik und Physik, gehörte seit 1882 der Wiener akademischen Burschenschaft Silesia an, bestand 1888 die Lehramtsprüfung und wurde im selben Jahr zum Dr. phil. promoviert.
1890 wurde er Assistent an der Lehrkanzel für Darstellende Geometrie an der Technischen Hochschule Wien, wechselte 1893 an die Kaiserlich-königliche Technische Hochschule Graz und habilitierte sich 1895 dort für Darstellende Geometrie. Im Jahr 1896 wurde er außerordentlicher Professor und 1902 zum ordentlichen Professor ernannt.
Dabei fungierte er von 1900 bis 1903 sowie von 1913 bis 1915 als Vorstand der Maschinenbauschule und von 1921 bis 1923 als Vorstand der Hochbauschule. Darüber hinaus war Rudolf Schüssler von 1904 bis 1905 als Nachfolger von Adolf Klingatsch (1864–1926) sowie von 1918 bis 1919 als Nachfolger von Franz Drobny (1863–1924) Rektor der Technischen Hochschule Graz. Im Jahr 1930 wurde er emeritiert. Etwa ab dem Jahr 1939 lebte Rudolf Schüssler wieder in Wien. Er wurde am Wiener Zentralfriedhof bestattet.
Rudolf Schüssler wurde am 11. Juli 1921 zum Mitglied (Matrikel-Nr. 3455) der Deutschen Akademie der Naturforscher Leopoldina gewählt.

## Schriften
- Orthogonale Axonometrie. Ein Lehrbuch zum Selbststudium. Teubner, Leipzig und Berlin 1905 (Digitalisat).
- Über Krümmungskreise von Kegelschnitten. In: Archiv der Mathematik und Physik, 3, 11, Teubner, Leipzig und Berlin 1907, S. 318–327 (Digitalisat).